# دردار بيتورسي
دردار بيتورسي (الاسم العلمي: Ulmus pitteursii) هو نوع نباتي يتبع جنس الدردار من فصيلة الدردارية.